# Chinielskij
Chinielskij (ros. Хинельский) – osiedle w zachodniej Rosji, w rejonie siewskim obwodu briańskiego.

## Geografia
Miejscowość położona jest nad rzeką Klewień (w okolicach osiedla ma swoje źródło), 29 km od centrum administracyjnego rejonu (Siewsk), 150 km od Briańska.
W granicach osiedla znajduje się 8 posesji.

## Demografia
W 2010 r. miejscowość liczyła sobie 7 mieszkańców.